# Copa América Femenina 2025
La Copa América Femenina 2025 si è disputata dall'11 luglio al 2 agosto 2025 in Ecuador.
La competizione determina le tre nazionali CONMEBOL che, oltre al Perù, parteciperanno al torneo di calcio femminile dei XX Giochi panamericani di Lima 2027 e le due nazionali che parteciperanno ai giochi olimpici di Los Angeles 2028. Inoltre, per la prima volta, il torneo non agisce da qualificazione al campionato mondiale poiché CONMEBOL e FIFA hanno confermato il 12 dicembre 2024 la creazione delle apposite qualificazioni CONMEBOL.

## Partecipanti
Partecipano al torneo le rappresentative delle 10 associazioni nazionali affiliate alla CONMEBOL:
| - Argentina - Bolivia - Brasile - Cile - Colombia |  | - Ecuador - Paraguay - Perù - Uruguay - Venezuela |

## Stadi
Le sedi sono state confermate il 5 maggio 2025. La città di Quito ospita tutte le partite in tre stadi diversi.
| Quito                  | Quito                       | Quito                      |
| ---------------------- | --------------------------- | -------------------------- |
| Stadio Banco Guayaquil | Stadio Gonzalo Pozo Ripalda | Stadio Rodrigo Paz Delgado |
| Capacità: 12 000       | Capacità: 18 779            | Capacità: 41 575           |
|                        |                             |                            |

## Fase a gironi
Il sorteggio della fase a gironi è stato effettuato il 19 dicembre.

### Gruppo A

#### Classifica
| Pos. | Squadra   | Pt | G | V | N | P | GF | GS | DR |
| ---- | --------- | -- | - | - | - | - | -- | -- | -- |
| 1.   | Argentina | 12 | 4 | 4 | 0 | 0 | 6  | 1  | +5 |
| 2.   | Uruguay   | 7  | 4 | 2 | 1 | 1 | 6  | 3  | +3 |
| 3.   | Cile      | 6  | 4 | 2 | 0 | 2 | 6  | 6  | 0  |
| 4.   | Ecuador   | 4  | 4 | 1 | 1 | 2 | 6  | 7  | -1 |
| 5.   | Perù      | 0  | 4 | 0 | 0 | 4 | 1  | 8  | -7 |

#### Risultati
| Arbitro: | Daiane Muniz |

|                             |           |                                    |
| Correa 72’ (aut.) Arias 78’ | Marcatori | 11’ Aquino 53’ (rig.) Pa. González |

| Arbitro: | Emikar Calderas |

|  |           |                                      |
|  | Marcatori | 62’ Cabezas 82’ Keefe 90+4’ Valencia |

| Arbitro: | Zulma Quiñónez |

|  |           |                |
|  | Marcatori | 76’ Bonsegundo |

| Arbitro: | Ivana Projkovska |

|             |           |                                            |
| Bilcape 69’ | Marcatori | 16’ Arias 42’ (rig.) Bolaños 90+7’ Moreira |

| Arbitro: | Adriana Farfán |

|            |           |  |
| Aquino 64’ | Marcatori |  |

| Arbitro: | María Victoria Daza |

|                        |           |           |
| Falfán 75’ Cometti 90’ | Marcatori | 11’ Pardo |

| Arbitro: | Daiane Muniz |

|               |           |  |
| Rodríguez 88’ | Marcatori |  |

| Arbitro: | Zulma Quiñónez |

|                          |           |                    |
| Keefe 35’ N. López 45+5’ | Marcatori | 24’ (rig.) Bolaños |

| Arbitro: | Adriana Farfán |

|  |           |                          |
|  | Marcatori | 19’ Núñez 70’ Bonsegundo |

| Arbitro: | Ivana Projkovska |

|  |           |                                           |
|  | Marcatori | 40’ (rig.) Pa. González 65’, 73’ Carballo |

### Gruppo B

#### Classifica
| Pos. | Squadra   | Pt | G | V | N | P | GF | GS | DR  |
| ---- | --------- | -- | - | - | - | - | -- | -- | --- |
| 1.   | Brasile   | 10 | 4 | 3 | 1 | 0 | 12 | 1  | +11 |
| 2.   | Colombia  | 8  | 4 | 2 | 2 | 0 | 12 | 1  | +11 |
| 3.   | Paraguay  | 6  | 4 | 2 | 0 | 2 | 8  | 9  | -1  |
| 4.   | Venezuela | 4  | 4 | 1 | 1 | 2 | 8  | 5  | +3  |
| 5.   | Bolivia   | 0  | 4 | 0 | 0 | 4 | 1  | 25 | -24 |

#### Risultati
| Arbitro: | Marcelly Zambrano |

|  |           |                                          |
|  | Marcatori | 23’, 40’, 61’ C. Martínez 90+3’ Chamorro |

| Arbitro: | Milagros Arruela |

|                                |           |  |
| Gutierres 32’ Duda Sampaio 88’ | Marcatori |  |

| Arbitro: | Roberta Echeverría |

|  |           |                                                                    |
|  | Marcatori | 13’, 32’ Luany 37’ (rig.), 79’, 83’ Kerolin 90+5’ Amanda Gutierres |

| Quito 16 luglio 2025, ore 19:00 UTC-5 | Venezuela     | 0 – 0 referto | Colombia | Stadio Gonzalo Pozo Ripalda\| Arbitro: \| Dione Rissios \| |
| Arbitro:                              | Dione Rissios |               |          |                                                            |

| Arbitro: | Ivana Projkovska |

|                                                                         |           |              |
| Altuve 13’, 58’, 61’ García 24’ Guarecuco 29’ Chirinos 48’ Carrasco 69’ | Marcatori | 18’ Doerksen |

| Arbitro: | Anahí Fernández |

|                                           |           |                 |
| Caicedo 13’, 83’ Ramírez 57’ Santos 90+4’ | Marcatori | 15’ C. Martínez |

| Arbitro: | Marcelly Zambrano |

|                                                                                                   |           |  |
| Montoya 9’, 33’ Ramírez 13’ A. Flores 37’ (aut.) Caicedo 43’ Bonilla 56’ Carabalí 70’ Loboa 90+3’ | Marcatori |  |

| Arbitro: | Dione Rissios |

|                 |           |                                                       |
| C. Martínez 65’ | Marcatori | 27’, 39’ Yasmin 60’ Amanda Gutierres 75’ Duda Sampaio |

| Quito 25 luglio 2025, ore 19:00 UTC-5 | Brasile          | 0 – 0 referto | Colombia | Stadio Gonzalo Pozo Ripalda\| Arbitro: \| Milagros Arruela \| |
| Arbitro:                              | Milagros Arruela |               |          |                                                               |

| Arbitro: | Anahí Fernández |

|                            |           |            |
| Acosta 64’ C. Martínez 84’ | Marcatori | 40’ Altuve |

## Fase a eliminazione diretta

### Tabellone
|  | Semifinali | Semifinali     | Semifinali    |               |          | Finale          | Finale          | Finale          |  |
|  |            |                |               |               |          |                 |                 |                 |  |
|  | 1A         | Argentina      | 0 (4)         |               |          |                 |                 |                 |  |
|  | 1A         | Argentina      | 0 (4)         |               |          |                 |                 |                 |  |
|  | 2B         | Colombia (dtr) | 0 (5)         |               |          |                 |                 |                 |  |
|  | 2B         | Colombia (dtr) | 0 (5)         |               | Colombia | Colombia        | 4 (4)           |                 |  |
|  |            |                |               |               | Colombia | Colombia        | 4 (4)           |                 |  |
|  |            |                | Brasile (dtr) | Brasile (dtr) | 4 (5)    |                 |                 |                 |  |
|  | 1B         | Brasile        | Brasile (dtr) | Brasile (dtr) | 4 (5)    | 5               |                 |                 |  |
|  | 1B         | Brasile        |               |               |          | 5               |                 |                 |  |
|  | 2A         | Uruguay        | 1             |               |          | Finale 3º posto | Finale 3º posto | Finale 3º posto |  |
|  | 2A         | Uruguay        | 1             |               |          |                 |                 |                 |  |
|  |            |                |               |               |          |                 |                 |                 |  |
|  |            |                |               |               |          | Argentina (dtr) | Argentina (dtr) | 2 (5)           |  |
|  |            |                |               |               |          | Argentina (dtr) | Argentina (dtr) | 2 (5)           |  |
|  |            |                |               |               |          | Uruguay         | Uruguay         | 2 (4)           |  |

### Finale quinto posto
La vincitrice della finale per il quinto posto accede ai XX Giochi panamericani.
| Arbitro: | Emikar Calderas |

|  |           |               |
|  | Marcatori | 90+2’ Arrieta |

### Semifinali
| Arbitro: | Projkovska |

|                                                  |                      |                                            |
| Bonsegundo Braun Gramaglia Cometti Núñez Stábile | Tiri di rigore 4 – 5 | Usme Carabalí Paví Ramírez Caicedo Bonilla |

| Arbitro: | Quiñónez |

|                                                                   |           |                 |
| Gutierres 11’, 65’ Gio Garbelini 13’ Marta 27’ (rig.) Dudinha 86’ | Marcatori | 51’ (aut.) Haas |

### Finale terzo posto
| Arbitro: | Emikar Calderas |

|                                          |                      |                                              |
| Cometti 24’ Bonsegundo 83’ (rig.)        | Marcatori            | 35’ Pizarro 45’ Viera                        |
| Bonsegundo Braun Roggerone Cometti Núñez | Tiri di rigore 5 – 4 | Pa. González Lacoste Ramírez Olivera Pizarro |

### Finale
La vincitrice si qualifica ai giochi olimpici, la perdente disputerà uno spareggio contro una nazionale di un'altra confederazione.
| Arbitro: | Dione Rissios |

|                                                         |                      |                                                        |
| Caicedo 25’ Tarciane 69’ (aut.) Ramírez 88’ Santos 115’ | Marcatori            | 45+9’ (rig.) Angelina 80’ Gutierres 90+6’, 105’ Marta  |
| Usme Restrepo Paví Santos Caicedo Bonilla Carabalí      | Tiri di rigore 4 – 5 | Tarciane Angelina Gutierres Mariza Marta Jhonson Luany |

## Statistiche

### Classifica marcatrici
6 reti
- Amanda Gutierres
- Claudia Martínez

4 reti
- Linda Caicedo
- Oriana Altuve

3 reti
- Florencia Bonsegundo (1 rig.)
- Kerolin (1 rig.)
- Marta (1 rig.)
- Mayra Ramírez

2 reti
- Aldana Cometti
- Duda Sampaio
- Yasmin
- Luany
- Sonya Keefe
- Daniela Montoya
- Leicy Santos
- Emily Arias
- Nayely Bolaños (2 rig.)
- Belén Aquino
- Wendy Carballo
- Pamela González (2 rig.)

1 rete
- Daiana Falfán
- Kishi Núñez
- Yamila Rodríguez
- Emilie Doerksen
- Angelina (1 rig.)
- Dudinha
- Gio Garbelini
- Pamela Cabezas
- Nayadet López
- Vaitiare Pardo
- Mary Valencia
- Wendy Bonilla
- Jorelyn Carabalí
- Valerín Loboa
- Ligia Moreira
- Fátima Acosta
- Camila Arrieta
- Lice Chamorro
- Raquel Bilcape
- Esperanza Pizarro
- Juliana Viera
- Raiderlin Carrasco
- Melanie Chirinos
- Gabriela García
- Joemar Guarecuco

Autoreti
- Anabel Flores (1, pro Colombia)
- Isa Haas (1, pro Uruguay)
- Tarciane (1, pro Colombia)
- Yannel Correa (1, pro Ecuador)